# Horní Sytová
Horní Sytová je vesnice, část obce Víchová nad Jizerou v okrese Semily. Nachází se asi 2 km na západ od Víchové nad Jizerou. Prochází tudy železniční trať Martinice v Krkonoších - Rokytnice nad Jizerou, silnice I/14 a silnice II/292. Je zde evidováno 98 adres. Trvale zde žije 240 obyvatel.
Horní Sytová je také název katastrálního území o rozloze 2,46 km2.

## Historie
Obec Horní Sytová měla znak ve tvaru oválu, v němž byl havíř v dlouhém rozhaleném plášti s vysokou čepicí, v pravici s napřaženým hornickým kladivem a nápis WESS SITTOWA. Tento popis byl získán z archivu, ale po grafickém vyobrazení znaku se však stále pátrá.
První zpráva o Horní Sytové, zaznamenaná v kronice, potvrzuje, že v roce 1492 zde stála tvrz. Kde byla přesně, není již známo. Své jméno odvozuje Sytová od jména Syta, které povstalo od jména Sytý. Obec patřila pod panství hrabat Harrachů.
Obec Horní Sytová byla již v 19. a první polovině 20. století poměrně průmyslová. Byla zde pila a mlýnice v objektu Havlenka, mechanická tkalcovna u Mašků, Hájkova cihelna, kde se těžila hlína, tvořily a vypalovaly se cihly, dále Mánkova slévárna u Jizerky a Harrachův mlýn při soutoku Jizery a Jizerky, v místech kde se dnes nachází hotel Jizera. Mlýn v roce 1938 vyhořel a v těchto prostorách byl v letech 1968 -73 postaven objekt zdejšího hotelu Jizera.
Jan Nepomuk Arnošt z Harrachů zde v roce 1754 založil na soutokovém klínu řek Jizery a Jizerky velký železářský podnik. Až do konce 18. století produkce železárny, vyrábějící kujné železo a litinu, stále rostla. Od počátku 19. století, vlivem stoupající ceny dřeva, se stává produkce železa a litiny méně efektivní. Nakonec se Harrachovská vrchnost výroby vzdala a železárnu pronajala Janu Zineckrovi. V roce 1850 huť vyhořela a nebyla již v důsledku krize železářských podniků obnovena. Na místě huti byla v roce 1902 postavena papírna, která byla v provozu do roku 1934.
Součástí železářského podniku založeného Harrachem byl i zájezdní hostinec. Zde se přepřahaly koňské potahy, protože ještě nebyla silnice a používaly se cesty v kopcovitém terénu. Aby koně náklad vytáhli, k vozu byl zapřažen další pár koní. Takovou cestou v Horní Sytové byla zejména zemská stezka, která vedla na Sytovská vrcha a dále k Roprachticím a Vysokému nad Jizerou. A k tomu právě sloužili koně v tomto hostinci. Celý areál se nazýval Arnoštov.
V Horní Sytové došlo k založení dobrovolného sboru hasičů v lednu roku 1909. Podle dochovaných zápisů se o jeho založení zasloužil továrník Bohumil Mašek. 4. února 1909 byly uznány stanovy sboru a sbor se stal členem župy Podkrkonošské. V březnu 1909 byla svolána 1. valná hromada a založen finanční základ sboru. Starostou byl zvolen Josef Mánek. Schůze se konaly v sytovské obecní škole. V roce 1910 byla zakoupena požární výzbroj a založena pohřební pokladna. Roku 1911 byl slavnostně uspořádán 1. ples. V roce 1912 již cena veškerého hasičského inventáře činila 3249,36 Kč.
V roce 1914 vypukla válka a byla vyhlášena všeobecná mobilizace. Tím byla velmi oslabena činnost hasičského sboru. Z 32 členů nastoupilo 20 do vojenské povinnosti, takže po celé 4 roky byly pořádány jen schůze výborové a hasičská činnost, tak jako všude jinde, byla na dobu do konce 1. světové války v roce 1918 utlumena. Více o historii dobrovolného hasičského spolku lze nalézt na stránkách současného SDH Horní Sytová.
Horno Sytovské nádraží neslo název "Sytová-Háje", šlo o vícekolejné nádraží s překladištěm rozličného materiálu, což bylo dáno průmyslovou výrobou v Horní Sytové.

## Pamětihodnosti
- Hospoda (Arnoštov, čp. 11)
- Železniční most přes řeku Jizeru unikátní svým zalomením (technická zajímavost)

## Osobnosti
- Josef Mánek (1886–1972), československý generál, příslušník  Československých legií